# Lindorm Ribbing (död 1521)
Lindorm Ribbing, död 23 december 1521 i Jönköping, var en svensk upprorsledare, motståndare till Kristian II. Han var son till Knut Pedersson Ribbing.

## Biografi

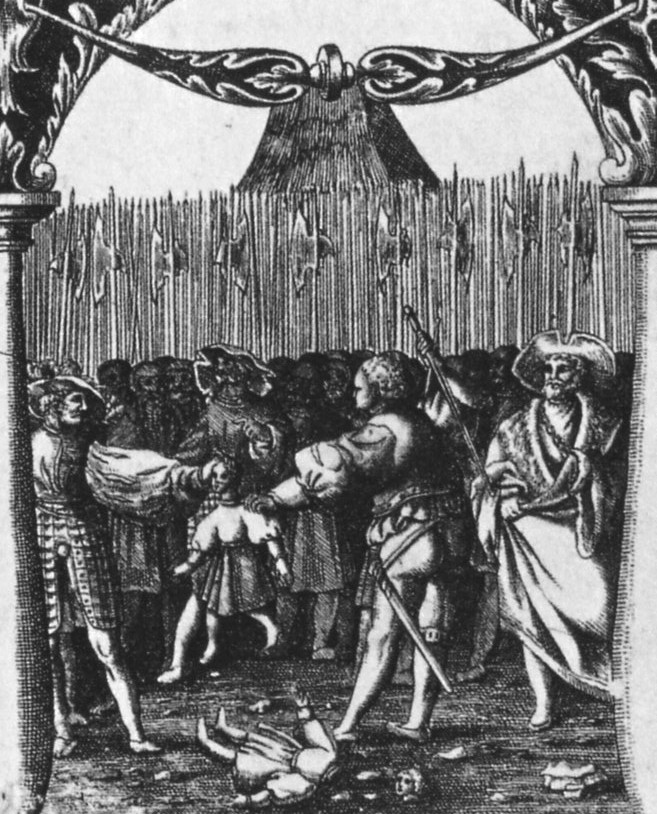
Bild från Blodbadstavlan som föreställer en av gossarna Ribbing innan sin avrättning i Jönköping. Den andre brodern ligger död vid hans fötter.

Han startade med brodern Peder ett uppror mot Kristian i västra Småland i december år 1520, men tillfångatogs av Ture Jönsson (Tre Rosor) och avrättades den 23 december 1521 i Jönköping tillsammans med brodern och sina två minderåriga söner. 
Det berättas att efter att Lindorm hade avrättats så avrättades först den äldre av de två barnen, men då den yngre kom upp på schavotten och såg sin blodige och döde broder, så uppges denne enligt traditionen ha sagt till skarprättaren:
| ” | Käre man, bloda inte ner min skjorta, för då får jag ris av mor. | „ |

Bödeln skall då ha kastat sitt svärd, men kungen, Kristian II, skickade omedelbart fram en av sina knektar som raskt avrättade pojken.